# DN Galan 2011
Il DN Galan 2011 è stato la 45ª edizione del DN Galan, annuale meeting di atletica leggera che si disputa nella città di Stoccolma in Svezia, allo stadio Olimpico. Questa edizione ha preso il via alle ore 16:00 del 28 luglio, solamente con la prova del getto del peso femminile, ed è poi ripartita il giorno seguente alle ore 17:00, terminando alle 21:45 UTC+2. Il meeting è stato anche l'undicesima tappa del circuito IAAF Diamond League 2011.

## Programma
Il meeting ha visto lo svolgimento di 17 specialità, 10 maschili e 7 femminili: di queste, 9 maschili e 7 femminili erano valide per la Diamond League. Oltre a queste, erano inserite in programma molte gare a livello nazionale ed altrettante riservate agli atleti svedesi della categoria allievi; è stata inoltre disputata una gara sugli 800 metri ed un'altra sui 1500 metri con atleti di seconda fascia. Per la prova dei 110 metri ostacoli sono state disputate due serie di qualificazione.

### Giorno 1
| # | Orario | Specialità     |
| - | ------ | -------------- |
| 1 | 18:00  | Getto del peso |

| # | Orario | Specialità     |
| - | ------ | -------------- |
| 1 | 16:00  | Getto del peso |

### Giorno 2
| # | Orario | Specialità             |
| - | ------ | ---------------------- |
| 1 | 17:00  | Lancio del disco       |
| 2 | 20:03  | 400 m                  |
| 3 | 20:07  | Salto in alto          |
| 4 | 20:10  | Salto in lungo         |
| 5 | 20:20  | Lancio del giavellotto |
| 6 | 20:35  | 3000 m siepi           |
| 7 | 20:50  | 110 m hs               |
| 8 | 21:05  | 1500 m                 |
| 9 | 21:45  | 200 m                  |

| # | Orario | Specialità       |
| - | ------ | ---------------- |
| 1 | 17:10  | Salto triplo     |
| 2 | 19:25  | Salto con l'asta |
| 3 | 20:15  | 800 m            |
| 4 | 20:25  | 100 m            |
| 5 | 21:15  | 400 m hs         |
| 6 | 21:25  | 5000 m           |

     Specialità valide per la Diamond League

## Risultati
Di seguito i primi tre classificati di ogni specialità. Con w si indica una prestazione con vento favorevole superiore a 2 m/s.

### Uomini
| Specialità             |                     | Prestazione | 2º classificato   | Prestazione | 3º classificato                  | Prestazione |
| 200 m                  | Usain Bolt          | 20.03       | Alonso Edward     | 20.47       | Ainsley Waugh                    | 20.56       |
| 400 m                  | Jermaine Gonzales   | 44.69       | LaShawn Merritt   | 44.74       | Chris Brown                      | 44.79       |
| 1500 m                 | Silas Kiplagat      | 3'33.94     | Asbel Kiprop      | 3'34.42     | Nick Willis                      | 3'34.49     |
| 110 m hs               | Jason Richardson    | 13.17       | David Oliver      | 13.28       | Dwight Thomas                    | 13.40       |
| 3000 m siepi           | Paul Kipsiele Koech | 8'05.92     | Benjamin Kiplagat | 8'14.42     | Jonathan Ndiku                   | 8'17.77     |
| Salto in lungo         | Mitchell Watt       | 8.54 m      | Yahya Berrabah    | 8.40 m w    | Irving Saladino                  | 8.19 m      |
| Salto in alto          | Ivan Ukhov          | 2.34 m =    | Jesse Williams    | 2.32 m      | Mutaz Essa Barshim Andrey Silnov | 2.30 m      |
| Getto del peso         | Christian Cantwell  | 21.70 m     | Tomasz Majewski   | 21.60 m     | Dylan Armstrong                  | 21.00 m     |
| Lancio del disco       | Virgilijus Alekna   | 65.05 m     | Piotr Małachowski | 64.96 m     | Frank Casañas                    | 63.42 m     |
| Lancio del giavellotto | Andreas Thorkildsen | 88.43 m     | Matthias De Zordo | 84.37 m     | Stuart Farquhar                  | 84.21 m     |

     Atleti al primo posto nella classifica di specialità.
     Prestazione che stabilisce il nuovo record del meeting.

### Donne
| Specialità       |                   | Prestazione | 2ª classificata    | Prestazione | 3ª classificata           | Prestazione |
| 100 m            | Carmelita Jeter   | 11.15       | Marshevet Myers    | 11.21       | Kerron Stewart            | 11.27       |
| 800 m            | Kenia Sinclair    | 1'58.21     | Malika Akkaoui     | 1'59.75     | Yusneysi Santiusti        | 2'00.06     |
| 5000 m           | Vivian Cheruiyot  | 14'20.87    | Sally Kipyego      | 14'43.87    | Sylvia Kibet              | 14'45.31    |
| 400 m hs         | Kaliese Spencer   | 53.74       | Melaine Walker     | 54.71       | Nickiesha Wilson          | 55.80       |
| Salto triplo     | Olha Saladukha    | 15.06 m w   | Yargelis Savigne   | 14.87 m w   | Caterine Ibargüen         | 14.83 m     |
| Salto con l'asta | Yelena Isinbayeva | 4.76 m      | Silke Spiegelburg  | 4.70 m      | Jennifer Suhr             | 4.64 m      |
| Getto del peso   | Valerie Adams     | 20.57 m     | Nadezhda Ostapchuk | 20.37 m     | Jillian Camarena-Williams | 19.87 m     |

     Atlete al primo posto nella classifica di specialità.
     Prestazione che stabilisce il nuovo record del meeting.